# 充妃
充妃，古代中国妃嫔封号，仅见于明朝，可以指：
1. 胡充妃，明太祖妃。
2. 黄充妃，明仁宗妃。
3. 李氏，追尊充妃，明宣宗妃嫔。

|  | 这是一个同类索引条目，列出擁有相同或近似名稱的同類型項目。 若您循內部連結來到此頁面，請考慮修正該，將其指向正確的條目。 |